# Adrián Cuadra
Adrián Ignacio Cuadra Cabrera (Valparaíso, Región de Valparaíso, Chile, 23 de octubre de 1997) es un futbolista chileno. Juega de mediocampista en Deportes Antofagasta de la Primera B de Chile. Actualmente también es estudiante de Administración de Recursos Humanos en el DUOC UC.

## Trayectoria

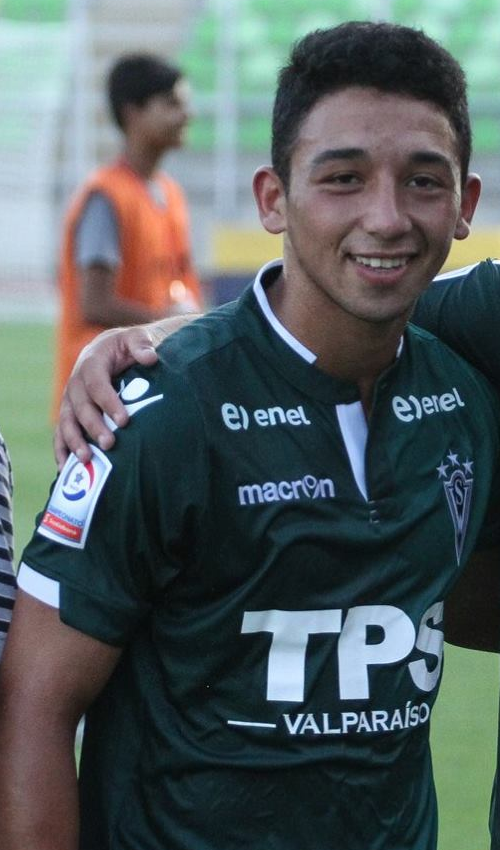
Adrián tras un partido por Santiago Wanderers en 2016.

Comenzó jugando de manera amateur en el Club Estibadores de Valparaíso para pasar a los siete años a las divisiones inferiores del Club de Deportes Santiago Wanderers. Pasaría al primer equipo durante el Apertura 2015, debutando profesionalmente ante Deportes Antofagasta, ingresando en el segundo tiempo de aquel partido.
Tras el debut comenzaría a ser titular en el mediocampo caturro con tan solo dieciocho años, convirtiendo incluso su primer gol como profesional frente a San Luis de Quillota en un partido válido por el en el Clausura 2016 donde llegaría a hacer dupla con David Pizarro en el medioterreno porteño.
En su siguiente temporada comenzaría perdiendo su puesto debido a sus participaciones con la Selección de fútbol de Chile y la Selección de fútbol sub-20 de Chile, pero nuevamente retomaría su condición de titular manteniendo esta en el Transición 2017 y siendo clave en la obtención de la Copa Chile 2017, pero finalmente aquella temporada también le tocaría vivir el descenso de su club a la Primera B.
Ya para la Temporada 2018 tras ganar el premio "Juan Olivares" otorgado por la Corporación de Santiago Wanderers luego de una votación de los hinchas donde escogen al mejor jugador de la temporada anterior se afianzaría en el once titular de los caturros jugando por primera vez la Copa Libertadores participando en todos los encuentros que disputaría su equipo durante la Fase 2 y 3 de la competición.
Tras no llegar a acuerdo para renovar su contrato, Cuadra deja al conjunto caturro en 2020, incorporándose a Deportes Antofagasta en octubre de 2020.

## Selección nacional

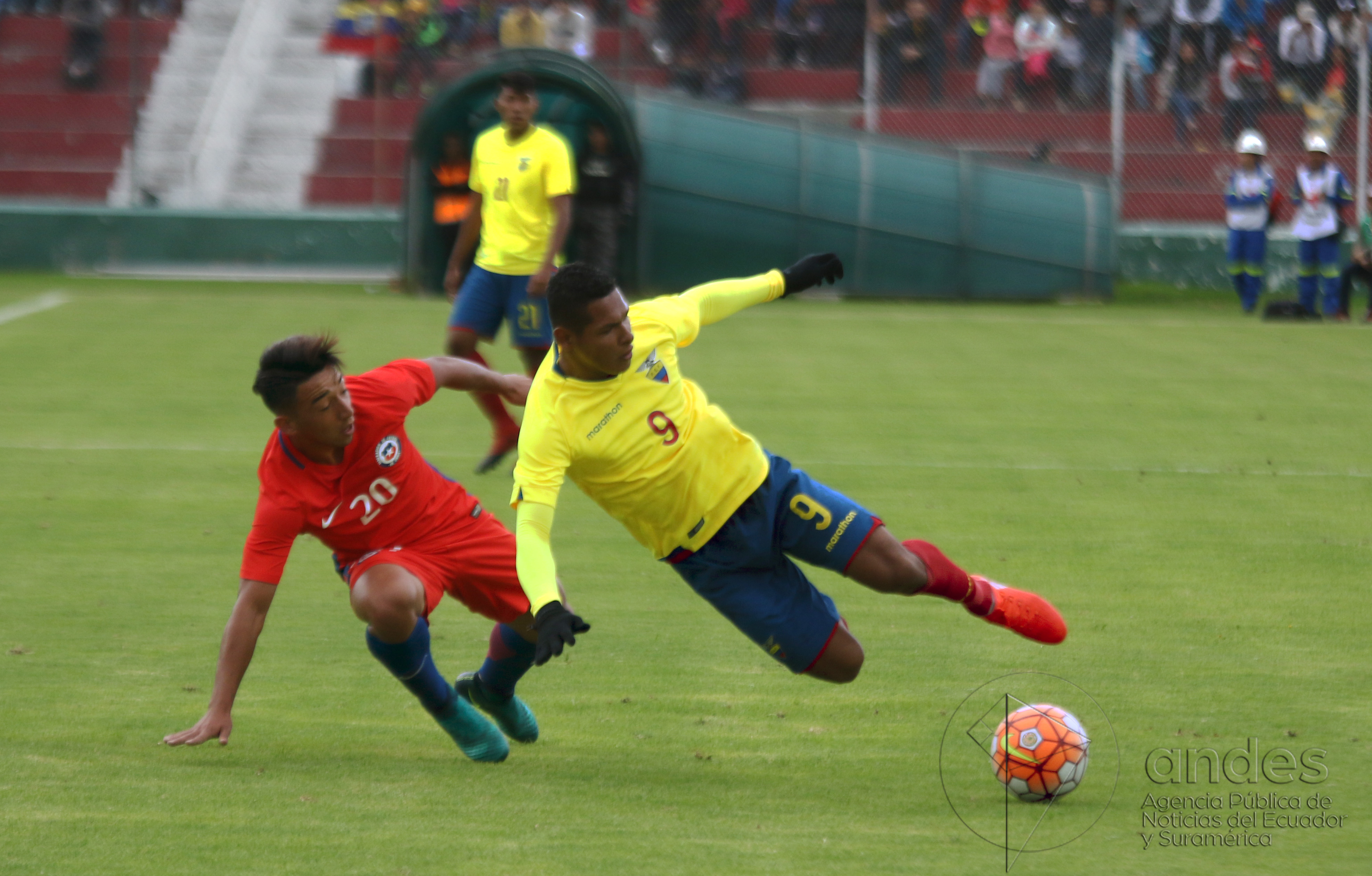
Adrián jugando el Sudamericano Sub-20 de 2017.

A mediados de 2016 fue convocado como sparring de la Selección de fútbol de Chile para la Copa América Centenario disputada en Estados Unidos lo que lo llevaría también a estar en la banca durante los amistosos frente a Jamaica y México previo a la competición, donde no llegaría a debutar.
Comenzado 2017, tras una larga prepraración en torneos previos, sería parte de la Selección de fútbol sub-20 de Chile que disputaría el Campeonato Sudamericano jugado en Ecuador, siendo titular en el equipo durante los primeros tres partidos, saliendo lesionado en el tercero lo cual haría que no volviera a jugar debido a que su equipo quedaría eliminado en primera fase.
A mediados de 2017 sería convocado para un combinado Sub-21, pensado como proyección del equipo adulto, para disputar un partido amistoso frente a Francia ingresando al minuto 31 por Pablo Galdames durante el encuentro que terminaría empatado a un gol.

## Estadísticas

### Clubes
| Club | Div           | Temporada     | Liga  | Liga  | Copas nacionales(1) | Copas nacionales(1) | Torneos internacionales(2) | Torneos internacionales(2) | Total | Total |
| Club | Div           | Temporada     | Part. | Goles | Part.               | Goles               | Part.                      | Goles                      | Part. | Goles |
| --- | ------------- | ------------- | ----- | ----- | ------------------- | ------------------- | -------------------------- | -------------------------- | ----- | ----- |
| Santiago Wanderers · Chile                                                                              | 1ª            | 2015-16       | 19    | 1     | —                   | —                   | —                          | —                          | 19    | 1     |
| Santiago Wanderers · Chile                                                                              | 1ª            | 2016-17       | 23    | 0     | 2                   | 0                   | —                          | —                          | 25    | 0     |
| Santiago Wanderers · Chile                                                                              | 1ª            | 2017          | 13    | 0     | 6                   | 0                   | —                          | —                          | 19    | 0     |
| Santiago Wanderers · Chile                                                                              | 2ª            | 2018          | 19    | 1     | 5                   | 0                   | 4                          | 0                          | 28    | 1     |
| Santiago Wanderers · Chile                                                                              | 2ª            | 2019          | 20    | 1     | 3                   | 0                   | —                          | —                          | 23    | 1     |
| Santiago Wanderers · Chile                                                                              | Total club    | Total club    | 94    | 3     | 16                  | 0                   | 4                          | 0                          | 114   | 3     |
| Deportes Antofagasta · Chile                                                                            | 1ª            | 2020          | 14    | 0     | 0                   | 0                   | —                          | —                          | 14    | 0     |
| Deportes Antofagasta · Chile                                                                            | 1ª            | 2021          | 18    | 0     | 0                   | 0                   | 2                          | 0                          | 20    | 0     |
| Deportes Antofagasta · Chile                                                                            | 1ª            | 2022          | 15    | 0     | 4                   | 1                   | 4                          | 0                          | 23    | 1     |
| Deportes Antofagasta · Chile                                                                            | 2ª            | 2023          | 32    | 3     | 0                   | 0                   | —                          | —                          | 32    | 3     |
| Deportes Antofagasta · Chile                                                                            | 2ª            | 2024          | 26    | 3     | 2                   | 0                   | —                          | —                          | 28    | 3     |
| Deportes Antofagasta · Chile                                                                            | Total club    | Total club    | 105   | 6     | 6                   | 1                   | 6                          | 0                          | 117   | 7     |
| Total carrera                                                                                           | Total carrera | Total carrera | 199   | 9     | 22                  | 1                   | 10                         | 0                          | 231   | 10    |
| (1) Incluye datos de Copa Chile, Supercopa de Chile y Playoffs. (2) Incluye datos de Copa Libertadores. |               |               |       |       |                     |                     |                            |                            |       |       |

### Resumen estadístico
|                          | Partidos | Goles |
| ------------------------ | -------- | ----- |
| Primera División         | 102      | 1     |
| Primera B                | 97       | 8     |
| Copa Chile               | 21       | 1     |
| Supercopa de Chile       | 1        | 0     |
| Copa Libertadores        | 4        | 0     |
| Copa Sudamericana        | 6        | 0     |
| Selección Chilena Sub-20 | 3        | 0     |
| Selección Chilena Sub-23 | 4        | 0     |
| Total                    | 238      | 10    |

## Palmarés

### Títulos nacionales
| Título     | Equipo             | País  | Año  |
| ---------- | ------------------ | ----- | ---- |
| Copa Chile | Santiago Wanderers | Chile | 2017 |
| Primera B  | Santiago Wanderers | Chile | 2019 |

### Distinciones individuales
| Distinción                 | Año  |
| -------------------------- | ---- |
| Medalla Cruce de Los Andes | 2017 |
| Premio Juan Olivares       | 2017 |